# Срединно-Атлантический хребет

Хребет появился при распаде Пангеи, который начался около 200 миллионов лет назад

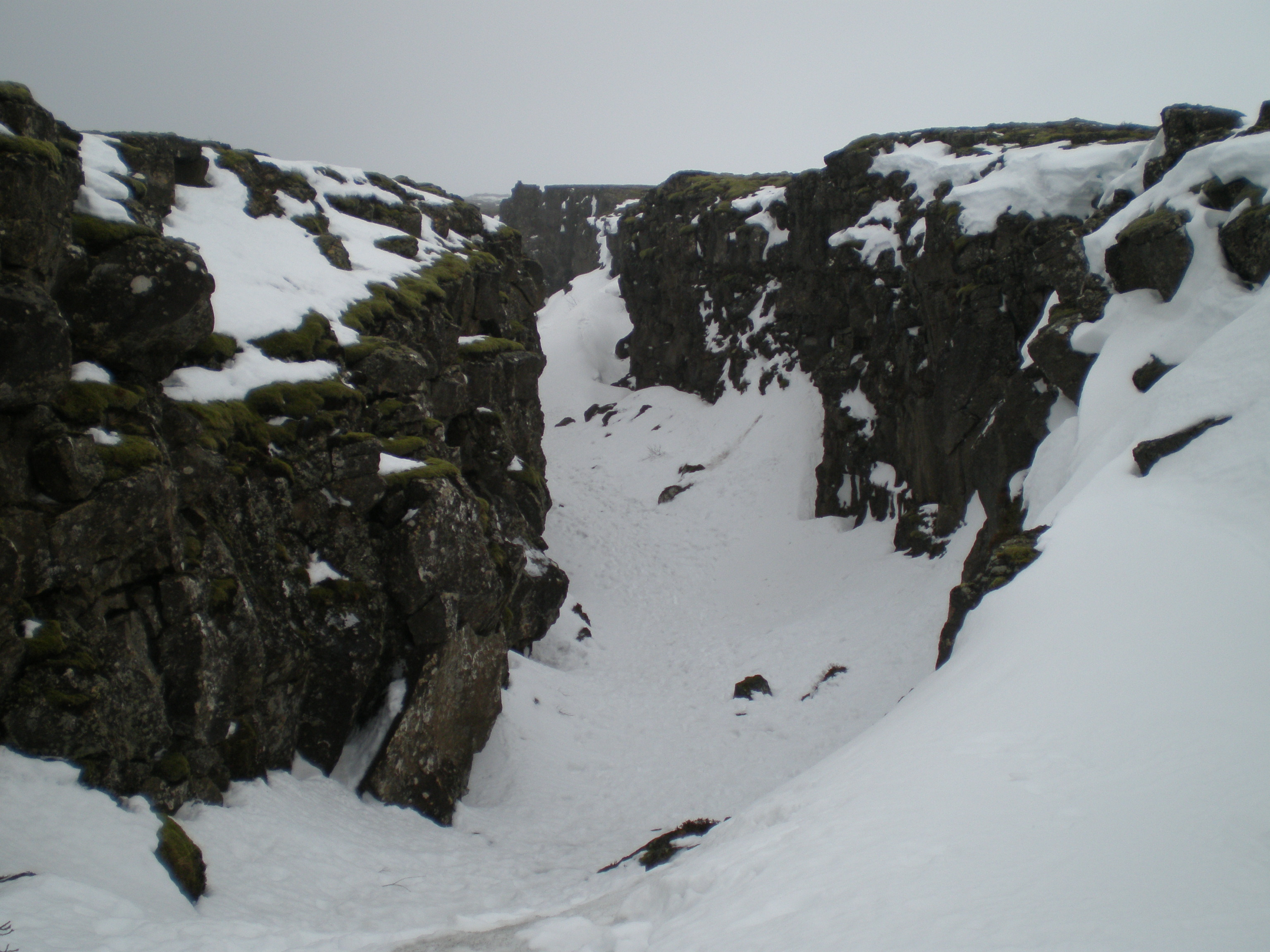
Трещина вдоль Срединно-Атлантического хребта в Исландии

Среди́нно-Атланти́ческий хребе́т — крупный срединно-океанический хребет, область расхождения тектонических плит, расположенная на дне Атлантического океана. Разделяет Северо-Американскую и Евразийскую плиты в Северной Атлантике и отделяет Африканскую плиту от Южно-Американской в Южной Атлантике. Начинается от хребта Гаккеля к северо-востоку от Гренландии и тянется до тройного сочленения Буве на юге Атлантики. Некоторые части Срединно-Атлантического хребта возвышаются над уровнем моря, например остров Исландия.

## Открытие
Существование хребта под Атлантическим океаном впервые предположил Мэтью Фонтейн Мори в 1850 году. Обнаружен хребет был в 1872 году в ходе экспедиции на корабле «Челленджер» учёными, которые исследовали возможные пути прокладки Трансатлантического телеграфного кабеля. Подтверждение существования подводной горной цепи было получено в 1925 году в результате сонарных исследований.
Картографирование дна Мирового океана в 1950 году выявило сейсмическую активность центральных областей хребта. Было обнаружено, что Срединно-Атлантический хребет является частью протяжённой системы срединно-океанических хребтов длиной 40 тыс. км. Это открытие привело к возникновению теории о спрединге морского дна и к общему признанию теории дрейфа материков Альфреда Вегенера.

## Составные части хребта
Общая длина Срединно-Атлантического хребта составляет более 18 тыс. км. Названия отдельных участков:
- хребет Книповича (от 81° до 73° с. ш.) — в Норвежско-Гренландском бассейне
- хребет Мона
- Исландско-Янмайенский хребет
- хребет Рейкьянес (до 52° с. ш.) — к югу от Исландии
- Северо-Атлантический хребет — расположен между разломами Рейкьянес (около 52° с. ш.) и Чейн (близ экватора). Протяжённость до 8,2 тыс. км, максимальная ширина до 1500 км. Рассечён многочисленными поперечными разломами.
- Южно-Атлантический хребет — находится южнее разлома Чейн. Глубина над хребтом от 1800 до 3400 м. Тянется на юг 10,5 тыс. км, в районе острова Буве (около 55° ю. ш.) отклоняется в широтном направлении, переходя в Африканско-Антарктический хребет. На хребте расположено несколько подводных вулканов, отдельные вершины которых образуют вулканические острова.

## Острова на Срединно-Атлантическом хребте
Острова перечислены с севера на юг с их наиболее высокими точками и координатами.
Северо-Атлантический хребет:
- Ян-Майен — Беренберг (гора короля Хокона VII), 2277 м (71°06′ с. ш. 8°12′ з. д.HGЯO)
- Исландия — Хваннадальсхнукюр, 2109,6 м (64°01′ с. ш. 16°41′ з. д.HGЯO)
- Азорские острова — гора Пику на острове Пику, 2351 м, (38°28′09″ с. ш. 28°24′03″ з. д.HGЯO)
- Бермуды — Таун-Хилл на Мэйн-Айленд, 76 м (32°15′10″ с. ш. 64°50′04″ з. д.HGЯO). Бермудские острова были сформированы на хребте, но сейчас расположены значительно западнее.
- Сан-Паулу — юго-восточная скала, 22,5 м (00°55′08″ с. ш. 29°20′35″ з. д.HGЯO)

Южно-Атлантический хребет:
- Остров Вознесения — пик Грин-Маунтин, 859 м (7°57′04″ ю. ш. 14°20′48″ з. д.HGЯO)
- Остров Святой Елены (15°57′16″ ю. ш. 5°41′36″ з. д.HGЯO)
- Тристан-да-Кунья — Куин-Мэри, 2062 м (37°05′ ю. ш. 12°17′ з. д.HGЯO)
- Остров Гоф — Эдинборо, 909 м (40°20′ ю. ш. 10°00′ з. д.HGЯO)
- Остров Буве — Улавтоппен, 780 м (54°24′ ю. ш. 03°21′ в. д.HGЯO)

## Геология
Общее описание океанических хребтов можно найти в статьях Срединно-океанический хребет и Спрединг
Область расхождения плит, в которой находится Срединно-Атлантический хребет, сформировалась в триасовый период.
Хребет разбит поперечными разломами на смещённые (до 300—600 км) относительно друг друга сегменты. Исследования рифтовой зоны показали, что геологический разрез хребта состоит из двух комплексов: верхнего, толеитовых базальтов с прослойками карбонатных осадочных пород, и нижнего — из амфиболитов и офиолитов.